# Félix Ravaisson

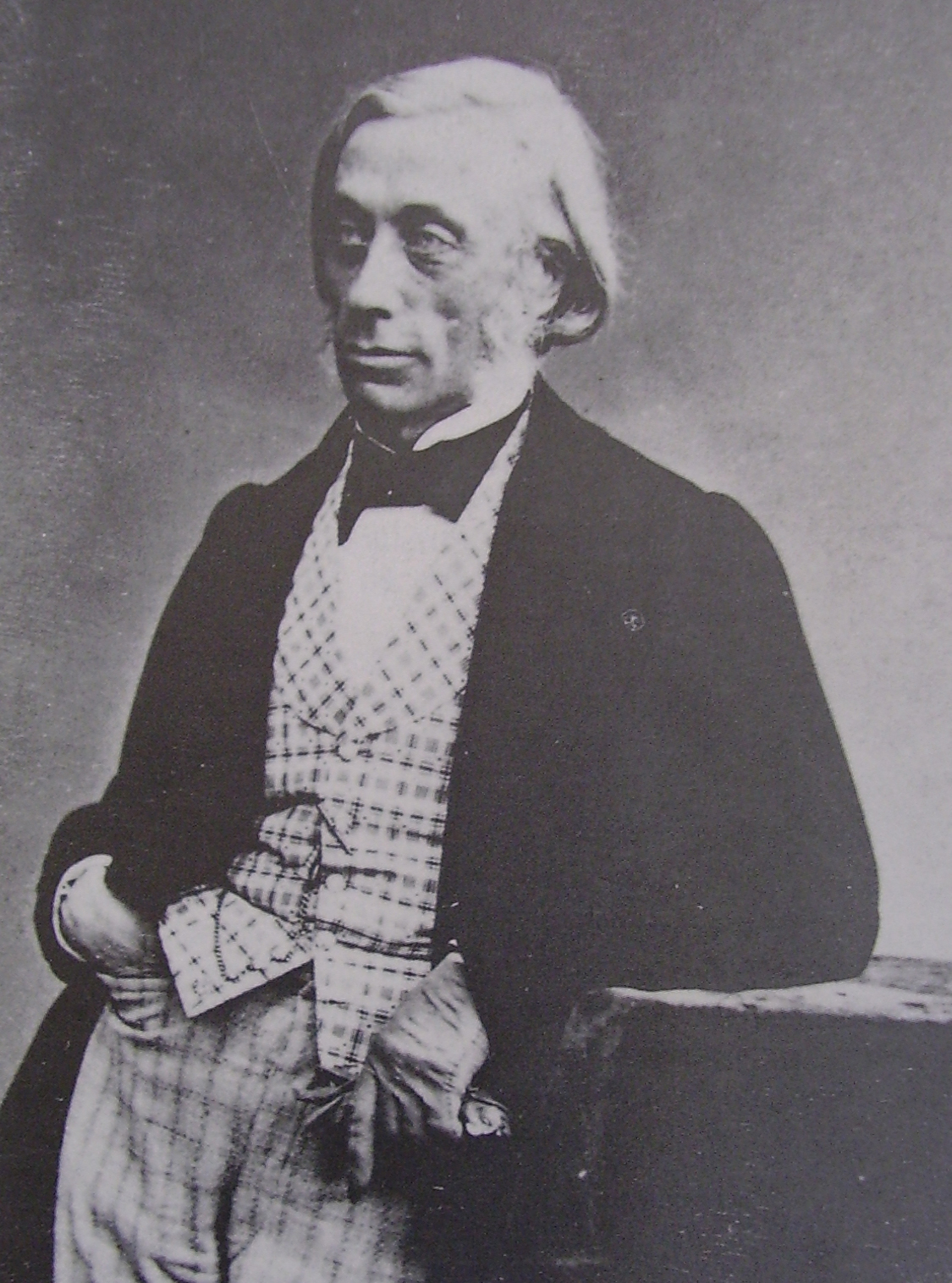
Félix Ravaisson

Jean-Gaspard-Félix Lacher Ravaisson-Mollien (1813–1900) – francuski filozof, archeolog i historyk sztuki. Był długoletnim inspektorem szkolnictwa wyższego. Jego filozofia wpisuje się w tradycję francuskiego spirytualizmu. Z tego też względu Ravaisson może być postrzegany jako kontynuator filozofii Maine de Birana.

## Ważniejsze dzieła
- La philosophie en France au XIX siècle (1868)
- Essai sur la métaphysique d’Aristote (1837–46; dwa tomy)
- De l’habitude (1838)